# 삼성초등학교 (충북)
삼성초등학교는 대한민국 충청북도 음성군 삼성면 덕정리에 있는 공립 초등학교이다.

## 학교 연혁
- 1920년 6월 21일 천평공립보통학교(4년제) 개교
- 1927년 3월 1일 6년제 인가
- 1929년 5월 20일 대소공립보통학교 분리 이관
- 1932년 4월 1일 삼성공립보통학교 개칭
- 1938년 4월 1일 삼성공립심상소학교 개칭
- 1941년 4월 1일 삼성공립국민학교 개칭
- 1961년 4월 1일 능산국민학교 분리 이관
- 1964년 3월 5일 청룡국민학교 분리 이관
- 1996년 3월 1일 삼성초등학교로 개칭
- 2002년 8월 17일 다목적강당 준공
- 2006년 11월 15일 도서관 개관식
- 2009년 2월 16일 영어 체험 교실 구축
- 2020년 2월 12일 제96회 졸업식 31명 졸업(졸업생 총수 10,673명)
- 2020년 3월 1일 초등학교 11학급(특수1 포함), 유치원 4학급(특수2 포함)
- 2020년 6월 21일 삼성초등학교 100주년
- 2020년 9월 1일 제32대 김호근 교장 취임

## 학교 상징
- 우리 학교 꽃 - 장미 : 장미의 아름다움처럼 사랑하는 마음을 키워 남을 위해 봉사하는 삼성어린이
- 우리 학교 나무 - 소나무 : 소나무의 푸른 기상처럼 열심히 몸을 닦아 정의롭게 행동하는 삼성어린이

## 참고 자료
- 삼성초등학교 - 한국교육학술정보원 학교알리미